# Патнам (переписна місцевість, Коннектикут)
Патнам (англ. Putnam) — переписна місцевість (CDP) в США, в окрузі Віндем штату Коннектикут. 